# Parc de Montjuïc
Parc de Montjüic este un cartier din districtul 3, Sants-Montjüic, al orasului Barcelona.